# آنابل لور علی
آنابل لور علی (انگلیسی: Annabelle Laure Ali - زاده ۴ مارس ۱۹۸۵) یک کشتی‌گیر آزاد زن اهل کامرون است. او در مسابقات وزن ۷۲ کیلوگرم آزاد زنان در بازی‌های المپیک تابستانی ۲۰۰۸ شرکت کرد، جایی که در یک‌هشتم نهایی به آگنیشکا ویسچک باخت. در بازی‌های المپیک تابستانی ۲۰۱۲، او در یک چهارم نهایی به استانکا زلاتوا باخت. هنگامی که زلاتوا به فینال رفت، علی بخشی از شانس مجدد مدال برنز بود، جایی که او به واسیلیسا مارزالیوک باخت. در بازی‌های المپیک تابستانی ۲۰۱۲، او همچنین پرچمدار کامرون در مراسم افتتاحیه بود.
در بازی‌های مشترک المنافع ۲۰۱۴، او مدال نقره را در بخش منهای ۷۵ کیلوگرم زنان به دست آورد.